# Tropical Family (album)
Tropical Family est le nom d'un album du collectif de chanteurs homonyme sorti le 1er juillet 2013, constitué de reprises en version musique tropicale.

## Historique
L'album est composé en grande partie de chansons françaises (toutes sauf Obsesión, dont le refrain a été francisé, mais sans rapport avec les paroles originales du groupe Aventura), qui parlent majoritairement du soleil ou des tropiques, et chantées majoritairement en duo.
La promotion de l'album l'annonçait en ces termes : « (un peu moins de) 20 artistes réunis pour des reprises 100% tubes. 
Les grands noms du zouk, du rnb et de la pop prêtent leur voix à cet album aux couleurs caribéennes. ».[réf. nécessaire]
Le single Maldòn', extrait de l'album, est sorti quant à lui le 27 mai 2013.
Initialement l'album devait comporter la reprise de Couleur Café de Serge Gainsbourg par Louisy Joseph, mais ce titre a été remplacé par la reprise de Les Poèmes de Michelle par Slaï, en hommage à Teri Moïse qui s'est suicidée le 7 mai 2013. La reprise de Louisy Joseph est finalement incluse dans l'édition deluxe, sortie en fin de cette même année.
Le 18 novembre 2013 sort une édition deluxe, comprenant quatre titres supplémentaires (voir infra).

## Pistes
| No  | Titre                           | Artiste(s)                                                         | Durée |
| --- | ------------------------------- | ------------------------------------------------------------------ | ----- |
| 1.  | Maldòn'                         | Lynnsha, Fanny J, Louisy Joseph                                    |       |
| 2.  | Flamme                          | Axel Tony, Layanah                                                 |       |
| 3.  | Obsesión                        | Kenza Farah, Lucenzo                                               |       |
| 4.  | Sensualité                      | Axel Tony, Sheryfa Luna                                            |       |
| 5.  | Angela                          | Jessy Matador, Zifou                                               |       |
| 6.  | Kolé séré                       | Matt Houston, Kim                                                  |       |
| 7.  | Le soleil donne                 | Corneille                                                          |       |
| 8.  | Mélissa                         | Medhy Custos, Sheryfa Luna                                         |       |
| 9.  | Les Poèmes de Michelle          | Slaï                                                               |       |
| 10. | Il jouait du piano debout       | Slaï, Mélissa Nkonda                                               |       |
| 11. | Belle-Île-en-Mer, Marie-Galante | Tom Frager                                                         |       |
| 12. | Les Sunlights des tropiques     | Medhy Custos, Louisy Joseph, Layanah, Lynnsha, Jessy Matador, Slaï |       |
| 13. | Turn Me On (édition deluxe)     | Matt Houston, Kevin Lyttle                                         |       |
| 14. | Enamórame (édition deluxe)      | DJ Assad, Papi Sánchez, Luyanna                                    |       |
| 15. | Couleur Café (édition deluxe)   | Louisy Joseph                                                      |       |
| 16. | Petites Îles (édition deluxe)   | Lynnsha, Kymaï                                                     |       |

## Classements

### Album
| Année (2013) | Meilleure position |
| ------------ | ------------------ |
| Top 50       | 4                  |

### Singles
| Année | Titre      | Interprètes                       | Meilleure place | Ref | Clip |
| Année | Titre      | Interprètes                       | FRA             | Ref | Clip |
| ----- | ---------- | --------------------------------- | --------------- | --- | ---- |
| 2013  | Maldòn     | Lynnsha, Fanny J et Louisy Joseph | 15              |     |      |
| 2013  | Obsesión   | Kenza Farah & Lucenzo             | 16              |     |      |
| 2013  | Sensualité | Axel Tony & Sheryfa Luna          | 118             |     |      |
| 2013  | Turn Me On | Matt Houston & Kevin Lyttle       |                 |     |      |
| 2013  | Enamórame  | DJ Assad, Papi Sanchez & Luyanna  | 24              |     |      |

## Artistes (par ordre alphabétique)
- Axel Tony
- Corneille
- DJ Assad (édition deluxe)
- Fanny J
- Jessy Matador
- Kenza Farah
- Kevin Lyttle (édition deluxe)
- Kim
- Kymaï (édition deluxe)
- Layanah
- Luyanna (édition deluxe)
- Louisy Joseph
- Lucenzo
- Lynnsha
- Matt Houston
- Medhy Custos
- Mélissa Nkonda
- Papi Sánchez (édition deluxe)
- Sheryfa Luna
- Slaï
- Tom Frager
- Zifou (ne figure pas sur la pochette)

Aucun des artistes de l'édition deluxe n'est représenté sur la pochette.